# Сизигія (Цілком таємно)

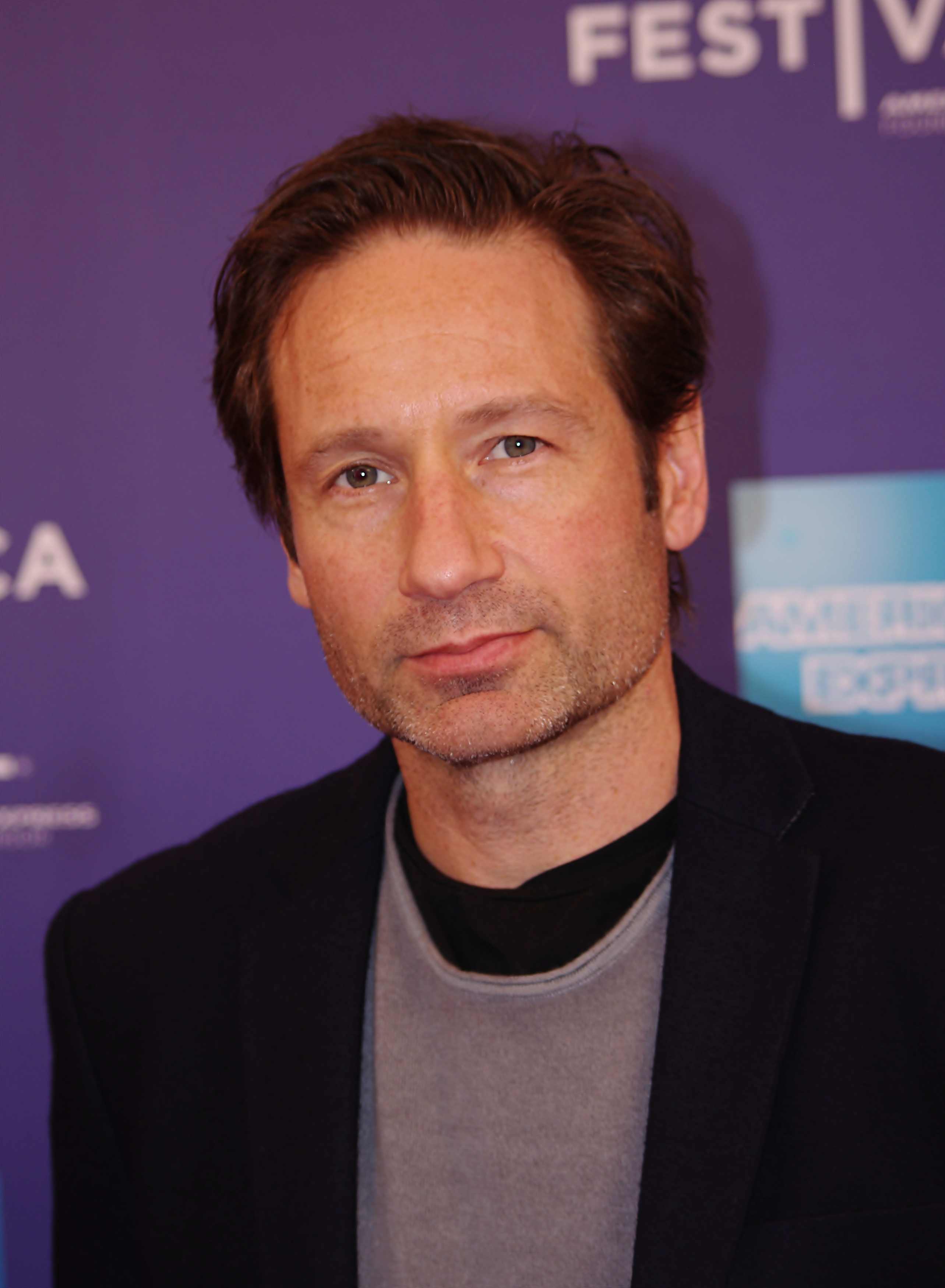

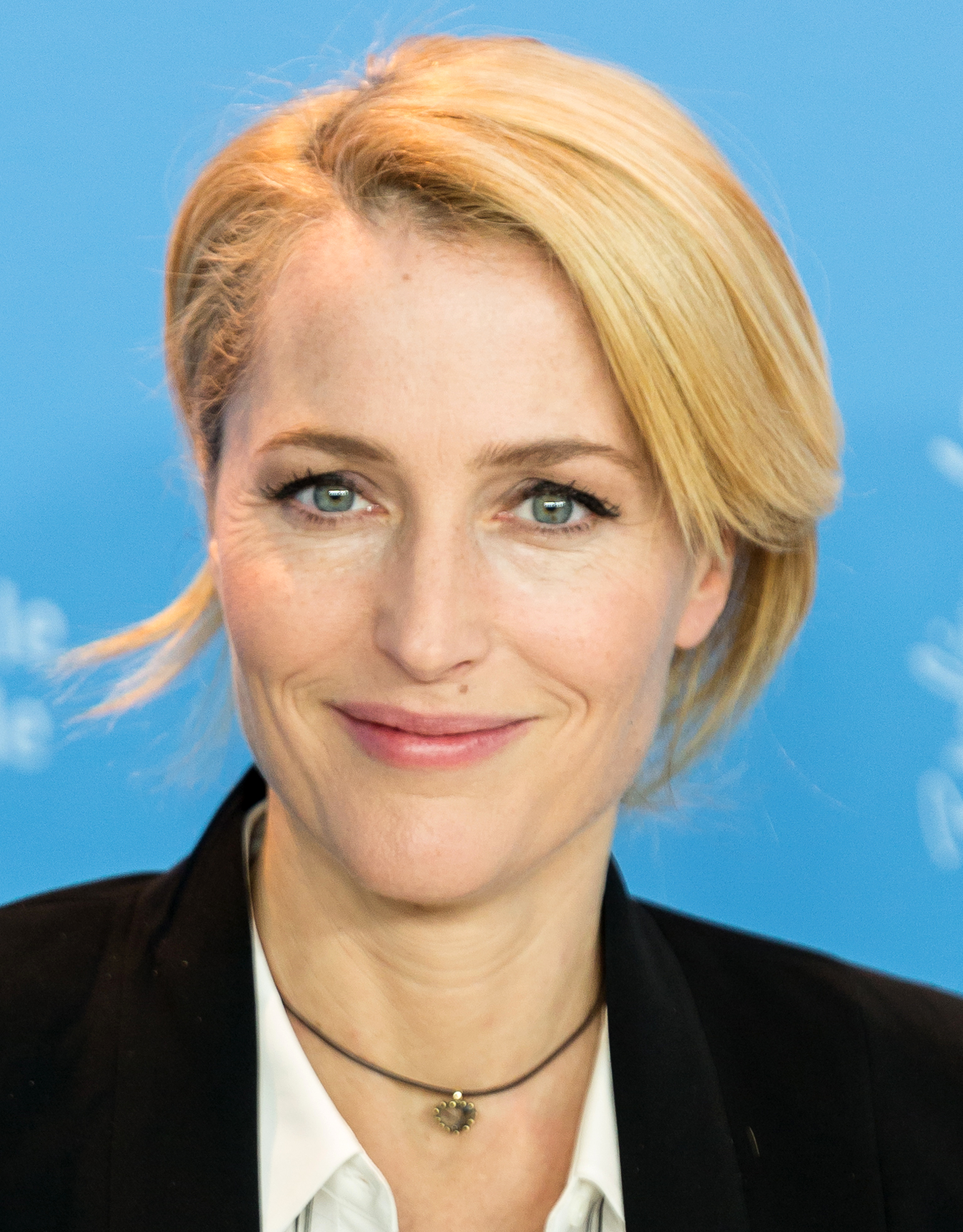

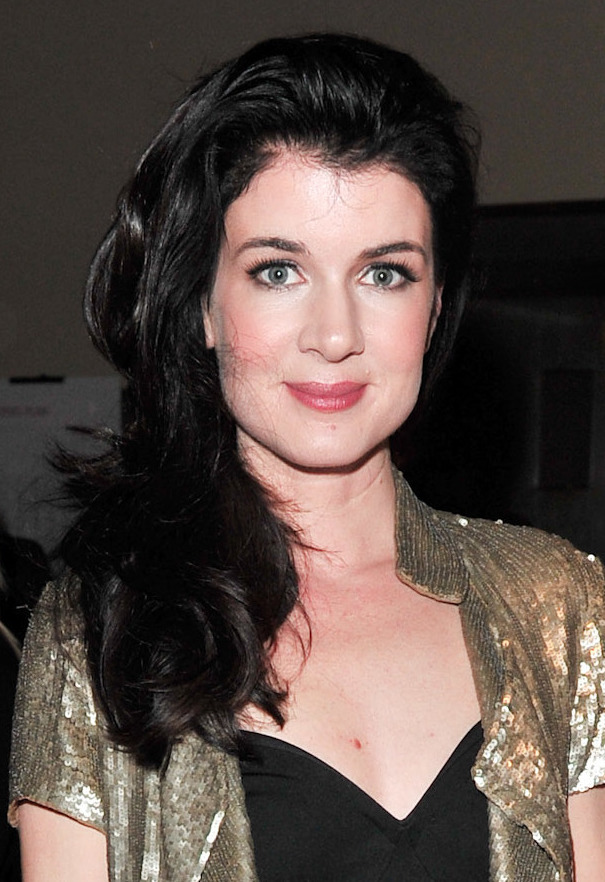

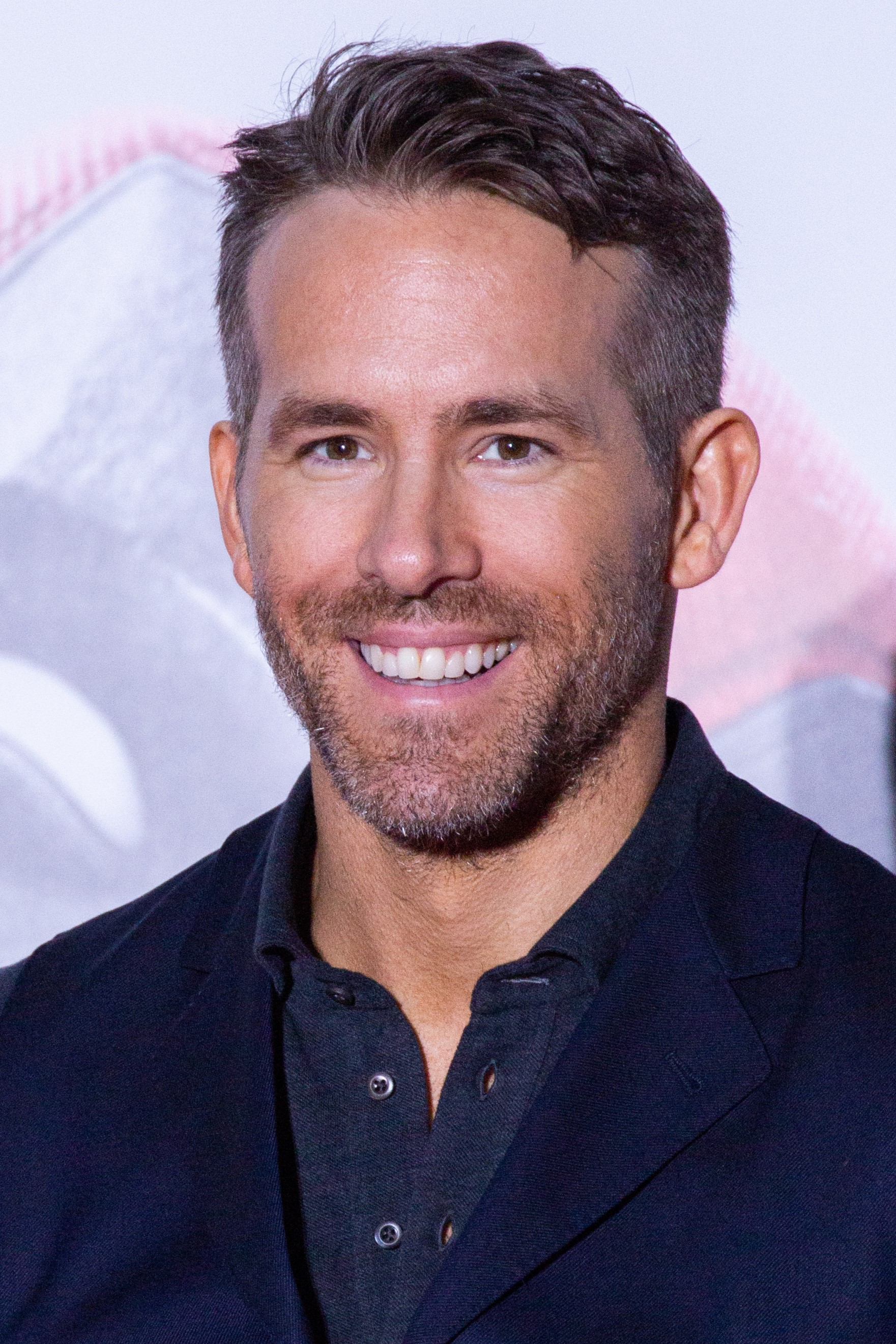

«Сизигія» — тринадцята серія третього сезону американського науково-фантастичного серіалу «Цілком таємно». Вперше була показана на телеканалі Фокс 26 січня 1996 року. Сценарій до епізоду написав Кріс Картер, а режисером був Роб Боуман. Ця серія отримала рейтинг Нільсена в 10,8 бала і її подивились 16,04 млн осіб. Серія отримала змішані відгуки від критиків, а фани були розчаровані негативними ролями Малдера та Скаллі.
Серіал розповідає про двох агентів ФБР Фокса Малдера (роль виконав Девід Духовни) та Дейну Скаллі (роль виконала Джилліан Андерсон), які розслідують паранормальні випадки, що називають «файли X». В цій серії агенти розслідують смерті учнів старшої школи в маленькому містечку, де всі поводяться дивно. Вони з'ясовують, що в цьому винні двоє дівчат-підлітків, які народились в один день під час параду планет, і через це мають надприродні можливості.
Серію названо на честь астрономічного явища розташування Сонця, Землі, Місяця та, можливо, інших планет на одній лінії. Також в сценарії була прописана поведінка Малдера та Скаллі так, щоб дати глядачу зрозуміти, що у них не буде романтичних відносин. Серія містить декілька жартів, запропонованих фанами серіалу, наприклад — невдоволення Скаллі тим, що машину завжди водить Малдер.

## Сюжет
В Коміті (Нью-Гемпшир) проходить поховання учня старшої школи, на якому його найкращий друг робить промову, присвячену загиблому. Причиною смерті вважають діяльність місцевого сатанистського культу. Після похоронів найкращий друг померлого Джей ДеБум їде додому на машині разом із двома дівчатами Террі Робертс та Марджі Клайнжен. Наступного дня поліція знаходить ДеБума повішеним на скелі. На вершині скелі, поза зором поліцейських, сидять Робертс та Клайнжен і сміються.
Агенти Малдер та Скалі приїздять у Коміті, дорогою посперечавшись щодо напрямку руху. Вони зустрічаються з місцевою жінкою-детективом Анджелою Вайт на похороні Бума. Раптом в залу поховання вривається директор школи та оголошує, що «сатанистський культ вбиває їхніх дітей». Несподівано труна загорається. Агенти ведуть Робертс та Клайнжен у різні кімнати, де опитують їх. Вони розповідають абсолютно однакові історії про сатанистський обряд, під час якого було принесено в жертву немовля. Скаллі думає, що розказана ними історія — це кліше і що вони обидві брешуть. Згодом знаходять ще одного вбитого. Вайт помічає на тілі вбитого опік у формі голови кози, Малдер з нею погоджується, а Скаллі каже, що нічого дивного не бачить. Ввечері Малдер приходить до детектива Вайт, вибачається за поведінку Скаллі, та вони разом ідуть до місцевого астролога мадам Зірінки. Вона каже, що всі ці дивні речі відбуваються в місті через рідкісне положення планет Марс, Уран та Меркурій. Тим часом Робертс та Марджі дивляться на баскетбольне тренування, вглядаючись в одного з гравців Скотта, чиєю дівчиною, на їх незадоволення, є черлідер Бренда. Один з гравців випадково перевертає на них стіл із напоями, і вони вирішують помститися. Вони змушують м'яч закотитися під розкладну трибуну, і коли цей гравець лізе за м'ячем, трибуна складається, розчавлюючи його до смерті. Через деякий час жителі міста під лідерством директора школа знаходять сумку з кістками, на якій написані ініціали місцевого педіатра. Люди думають, що це кістки немовляти, яке принесли в жертву під час сатанистського обряду, і йдуть до цього педіатра. Педіатр стверджує, що він вже давно продав цю сумку. Згодом виявляється, що кістки належали собачці Террі на ім'я Містер Тіппі.
Робертс та Клайнжен святкують свій день народження. Під час вечірки Бренда використовує спіритичну дошку, щоб з'ясувати, хто буде її нареченим. Усі думають, що це буде Скотт, але дошка несподівано показує «Сатана». Засмучена Бренда біжить у ванну й бачить там Террі і Марджі, які використовують заклинання «Кривава Мері». Террі й Марджі зачиняють двері та вбивають Бренду уламками дзеркала. Тим часом детектив Вайт приходить в кімнату до Малдера та починає до нього залицятись. Їх перервала Скаллі, яка зайшла повідомити про смерть Бренди. Террі та Марджі намагаються утішити Скотта, але він їх ігнорує.
Малдер ще раз іде до астролога мадам Зірінка. Вона каже, що планети знаходяться в дуже рідкісній позиції, яка буває лише раз в 84 роки, і ця позиція надасть кожному, хто народився 12 січня 1979 (коли народились Террі та Марджі) надприродну силу, тому що вся енергія космосу зосереджена на них. Тим часом Террі та Марджі окремо приходять додому до Скотта й незадоволені присутністю один одного. Дівчата починають сваритися, при цьому все починає трястися. Від механізму дверей гаража відривається величезна пружина, яка проштрикує Скотта наскрізь та вбиває його. Через деякий час Малдер прибуває на місце події і знаходить там Марджі, яка каже, що у всіх вбивствах винна Террі, а Террі йде до Скаллі і каже, що у всіх вбивствах винна Марджі. Агенти привозять дівчат в поліцейський відділок, і як тільки вони опиняються поруч, починається справжній хаос: все трясеться, меблі починають рухатись, зброя стріляє. Малдер хапає Марджі й тягне її в іншу кімнату. На мить хаос припиняється, але коли Террі заходить у кімнату до Марджі, все починається знов. Малдер дивиться на годинник. Щойно годинник показує північ, все припиняється.

## Створення
Сценарій для серії написав Дерін Морган, а режисером був Роб Боуман. Боуман був незадоволений серією, він сказав «Серія виявилась значно складнішою, ніж я очікував. Ми не мали достатньо часу, щоб провести зйомки як треба через те, що не працювали у період Різдва. Серія виявилась недоробленою, і мені здається я трохи підвів Кріса Картера».
Серію названо на честь астрономічного явища розташування Сонця, Землі, Місяця та можливо інших планет на одній лінії. В сцені, де по телевізору на всіх каналах іде один і той самий фільм планувалось показати фільм «Механічний апельсин», але через занадто високу ціну на права трансляції, був вибраний фільм «Keystone Cops». Згодом Картер сказав, що це виявилось найкращим вибором. Серія містить декілька жартів, запропонованих фанами серіалу, наприклад невдоволення Скаллі тим, що машину завжди водить Малдер. Фани помітили, що у всіх серіях тільки Малдер водить машину.

## Знімались
| Актор                | Роль                  |
| -------------------- | --------------------- |
| Девід Духовни        | Фокс Малдер           |
| Джилліан Андерсон    | Дейна Скаллі          |
| Дана Віллер-Ніколсон | Анжела Вайт           |
| Венді Бенсон         | Марджі Клайкен        |
| Ліза Робін Келлі     | Террі Робертс         |
| Габріель Міллер      | Бренда Джейсі Літфілд |
| Раян Рейнольдс       | Джей Де-Бум           |